# Atara

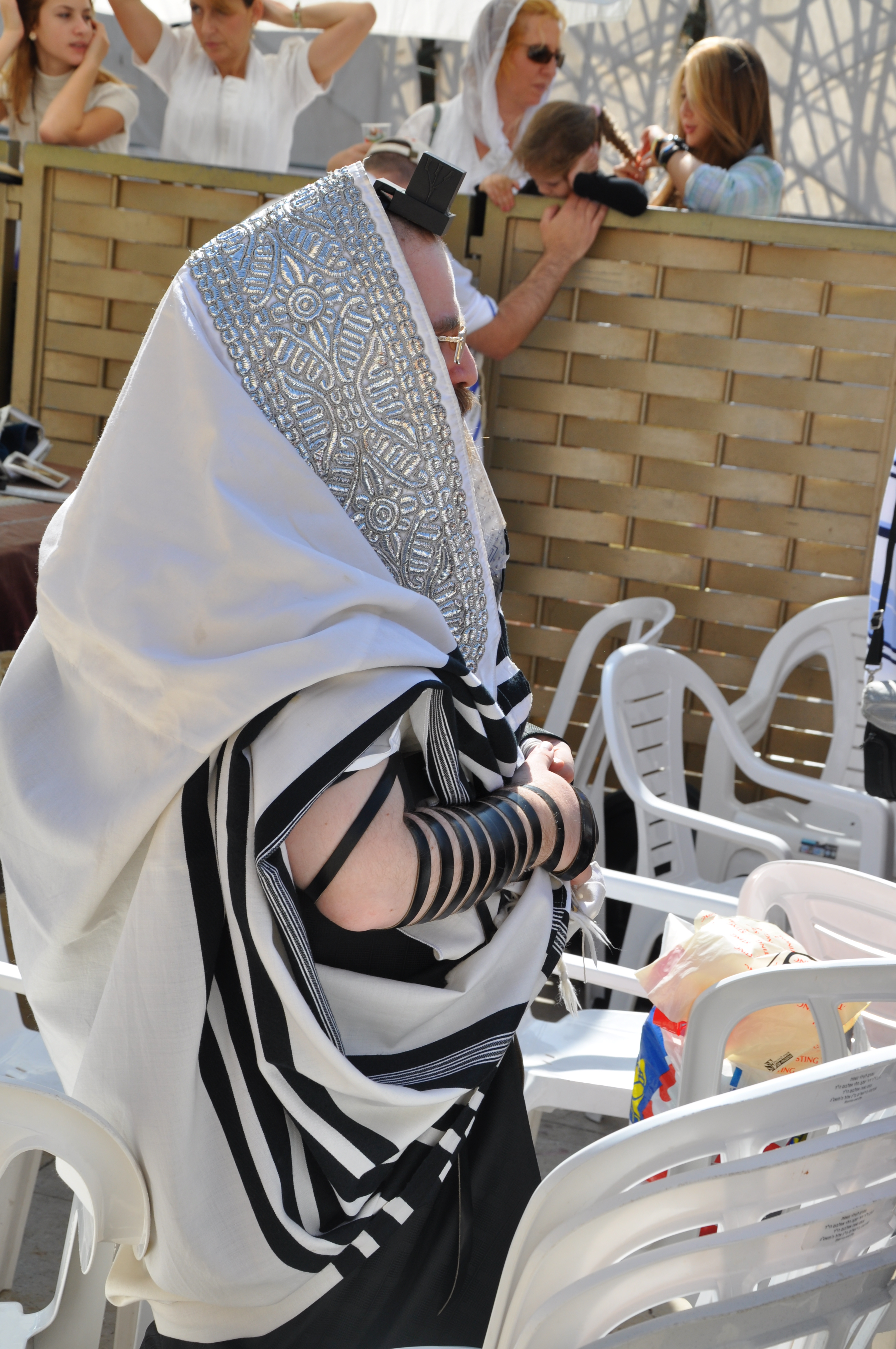
Mężczyzna w tałesie z widoczną atarą

Atara, atore (hebr. עטרות, diadem, korona, jid. אַטאָרע) – zwieńczenie, ozdobny pas różnej długości i szerokości, dekorowany srebrnym, wypukłym haftem, naszywany na górną krawędź tałesu przez Żydów aszkenazyjskich.